# Origin (álbum de Evanescence)
Origin es el título que recibe el primer demo de la banda estadounidense de rock gótico, Evanescence. 

## Información
Fue lanzado el 4 de noviembre del 2000 con un número limitado de 2 500 copias.
A pesar de tener todo el aspecto de un CD oficial, la vocalista de la banda, Amy Lee, considera este trabajo como un álbum demo, ya que solo fue lanzado a nivel local y fue grabado en su apartamento. La discográfica encargada de la producción y edición del disco fue Bigwig Enterprises.
La primera versión contenía una pista oculta, que era una parte de la canción «Anywhere» mal cantada por David Hodges, de 25 s aproximadamente. Originalmente, la canción «Eternal», la última del disco, está cortada en tres partes, las cuales son: «Eternal», «Listen to the Rain» y «Demise». Esta combinación (junto con «Away from Me») creaba una pista de 14:37 min, por lo que se decidió sacar a «Listen to the Rain» de la pista, dejándola como lado B y apartar «Away from Me» en una pista aparte.
Los miembros de la banda en aquel entonces eran Amy Lee, Ben Moody y David Hodges. 
Origin ha sido incluido dentro del boxset en vinilo "The Ultimate Collection", último material de la banda que fue lanzado en diciembre del 2016.  Además, Amy Lee anunció que existe una nueva versión del tema "Even in death", el cual será incluido en uno de los discos titulado "Lost Whispers".

## Canciones
1. «Origin» - 0:35
2. «Whisper» - 3:56
3. «Imaginary» - 3:32
4. «My Immortal» - 4:26
5. «Where Will You Go» - 3:47
6. «Field of Innocence» - 5:10
7. «Even in Death» - 4:07
8. «Anywhere» - 5:18
9. «Lies» - 3:50
10. «Away from Me» - 3:30
11. «Eternal» - 7:24

### Canciones descartadas
- “Listen to the Rain” (parte eliminada de la canción Eternal, se decidió ponerla como lado B) - 3:14
- “Demise” (incluida en Eternal)

## Formación
Creditos adaptados en Origin.
- Amy Lee - voz.
- Ben Moody - guitarras, bajo, batería.
- David Hodges - piano/teclado.

 Invitados 
- Will Boyd - bajo en «Away from Me».
- Bruce Fitzhugh - cantante en «Lies».
- Stephanie Pierce - coros en “Lies”.
- Suvi Petrajajvri, Sara Moore, Catherine Harris y Samantha Strong - coros femeninos en «Field of Innocence».

Producción
- Ben Moody – ingeniero
- Soundforge – tecnología de grabación
- Masterizado en Ardent Studios en Memphis, Tennessee

Personal adicional
- Adrian James – diseño del envase
- Amy Bennett – fotografía de exteriores
- Rocky Gray – foto de portada
- Ben Moody, Sr. – fotógrafo de la banda